# Margrit Brückner
Margrit Brückner (geboren 1946 in Rinteln) ist eine deutsche Soziologin und Professorin im Ruhestand an der Frankfurt University of Applied Sciences. Ihre Veröffentlichungen zur Arbeit von Frauen- und Mädchenprojekten und speziell zur Gewalt gegen Frauen gehören zur Grundlagenliteratur in diesen Bereichen. Ein weiterer Schwerpunkt sind ihre Beiträge zu der internationalen Debatte über Care-Arbeit.

## Leben
Margrit Brückner studierte von 1966 bis 1972 Soziologie in Mainz, Frankfurt und an der London School of Economics. 1979 wurde sie als Professorin für Soziologie und Frauenforschung an die Fachhochschule Frankfurt am Main berufen. Nach einem zweijährigen Forschungsaufenthalt am Institute for the Study of Social Change an der University of California in Berkeley promovierte sie 1983 mit der Dissertation Die Liebe der Frauen – über das Verhältnis von Weiblichkeit und Misshandlung zum Dr. phil. an der Johann Wolfgang Goethe-Universität Frankfurt am Main. Zusätzlich bildete sie sich zur Gruppenanalytikerin und Supervisorin aus. Im Jahr 2000 habilitierte sie sich ebenfalls in Frankfurt und erhielt die Venia legendi in Soziologie. In Forschungsprojekten setzte sie sich u. a. mit Care-Arbeit und Sorge-Netzwerken sowie Lebenssituationen von Frauen im Bereich sexueller Dienstleistungen auseinander. Seit ihrer Emeritierung 2012 ist als sie als Lehrbeauftragte an der Fachhochschule Frankfurt tätig.
Zusammen mit Monika Simmel-Joachim ist sie seit 2001 Vorsitzende des Arbeitskreises „Häusliche Gewalt“ der vom Justizministerium des Landes Hessen einberufenen Sachverständigenkommission für Kriminalprävention.

## Auszeichnungen
- 1984: Elisabeth-Selbert-Preis der Hessischen Landesregierung für ihre Promotionsschrift Die Liebe der Frauen.
- 2008: Laura Maria Bassi-Preis der Fachhochschule Frankfurt für Frauenförderung und eine geschlechtersensible Hochschule.
- 2013: Tony-Sender-Preis der Stadt Frankfurt am Main.[3]

## Schriften (Auswahl)
- Die Liebe der Frauen – Über Weiblicheit und Mißhandlung. Verlag Neue Kritik, Frankfurt 1983. Zweitveröffentlichung: Fischer Taschenbuch Verlag, Reihe: Die Frau in der Gesellschaft, 1. Auflage 1988, 2. Auflage 1990, 3. Auflage 1991, ISBN 978-3-596-24708-0.
- Die janusköpfige Frau. Lebensstärken und Beziehungsschwächen. Verlag Neue Kritik, Frankfurt 1987, ISBN 978-3-8015-0217-1
- mit Birgit Meyer: Die sichtbare Frau. Kore Edition, Freiburg 1994, ISBN 978-3-926023-83-4
- Frauen- und Mädchenprojekte. Von feministischen Gewissheiten zu neuen Suchbewegungen.  Leske + Budrich, Opladen, 2. Auflage 1998.[4]
- Wege aus der Gewalt gegen Frauen und Mädchen. Eine Einführung. 2., veränderte Auflage, Fachhochschulverlag, Frankfurt a. M. 2002, ISBN 978-3-931297-59-6,[5]
- Hrsg. mit Lothar Bönisch: Geschlechterverhältnisse, gesellschaftliche Konstruktionen und Perspektiven ihrer Veränderung, Juventa, Weinheim/München 2001, ISBN 978-3-7799-1368-9.
- Mit Christa Oppenheimer: Lebenssituation Prostitution – Sicherheit, Gesundheit und soziale Hilfen. Ulrike Helmer, Königstein 2006, ISBN 978-3-89741-205-7.

Aufsätze
- Understanding Professional Care from the Viewpoint of Care Receivers and Care Givers – The Necessity of a Special Care Rationality. In: Social Work & Society, International Online Journal. Vol. 10, No 2 (2012) Special Issue: „Working at the Border“
- Selbst(für)sorge im Spannungsfeld von Care und Caritas. In: Mechtild Jansen u. a. (Hrsg.): Selbstsorge als Themen in der (un)bezahlten Arbeit. Broschüre der Hessischen Landeszentrale für politische Bildung. 2012, S. 9–28
- Diversitätsblockaden in asymmetrischen Care Prozessen. In: Herbert Effinger u. a. (Hrsg.): Diversität und soziale Ungleichheit, analytische Zugänge und professionelles Handeln in der Sozialen Arbeit. Barbara Budrich, Opladen 2012, S. 119–130

Lexikon-Beiträge
- Care. In: Gudrun Ehlert et al. (Hrsg.): Wörterbuch Geschlecht und Soziale Arbeit. Juventa, Weinheim: 2011
- Care – Sorgen als sozialpolitische Aufgabe und als soziale Praxis. In: Hans-Uwe Otto, Hans Thiersch u. a. (Hrsg.) Handbuch Sozialarbeit/Sozialpädagogik. Ernst Reinhardt Verlag, 2011